# Marie Windsor
Marie Windsor, pseudonimo di Emilie Marie Bertelsen (Marysvale, 11 dicembre 1919 – Beverly Hills, 10 dicembre 2000), è stata un'attrice statunitense.

## Biografia
Nativa dello Utah, Emilie Marie Bertelsen era la maggiore dei tre figli di Etta e Lane Bertelsen. Dopo aver frequentato l'università e aver lavorato per un certo periodo in teatro, esordì nel cinema nei primi anni quaranta. Durante il decennio venne scritturata in brevi ruoli non accreditati, generalmente di moglie infedele o amante, per lo più in film di serie B. Ma molti sono i titoli di pregevole fattura nella sua filmografia, da Le forze del male (1948) di Abraham Polonsky, accanto a John Garfield, al melodramma Marocco (1949), fino ai notevoli thriller Le iene di Chicago (1952) di Richard Fleischer e Rapina a mano armata (1955) del giovane Stanley Kubrick.
L'attrice alternò l'attività sul grande schermo con interpretazioni per la televisione, tra cui i telefilm Simon & Simon, La signora in giallo e General Hospital.
Dopo un primo matrimonio nel 1946 con il musicista Fred Steel, si risposò nel 1954 con il cestista Jack Hupp, da cui ebbe un figlio.

## Filmografia parziale

### Cinema
- L'ora del destino (Joan of Paris), regia di Robert Stevenson - non accreditata (1942)
- Dedizione (The Big Street), regia di Irving Reis - non accreditata (1942)
- I trafficanti (The Hucksters), regia di Jack Conway - non accreditata (1947)
- La cavalcata del terrore (The Romance of Rosy Ridge), regia di Roy Rowland - non accreditata (1947)
- Il canto dell'uomo ombra (Song of the Thin Man), regia di Edward Buzzell (1947)
- Le forze del male (Force of Evil), regia di Abraham Polonsky (1948)
- I tre moschettieri (The Three Musketeers), regia di George Sidney - non accreditata (1948)
- Marocco (Outpost in Morocco), regia di Robert Florey (1949)
- Inferno di fuoco (Hellfire), regia di R.G. Springsteen (1949)
- Il ritorno del kentuckiano (The Fighting Kentuckian), regia di George Waggner (1949)
- Sfida alla legge (Dakota Lil), regia di Lesley Selander (1950)
- The Showdown, regia di Dorrell McGowan e Stuart E. McGowan (1950)
- Yvonne la francesina (Frenchie), regia di Louis King (1950)
- Double Deal, regia di Abby Berlin (1950)
- La trappola degli indiani (Little Big Horn), regia di Charles Marquis Warren (1951)
- L'isola dell'uragano (Hurricane Island), regia di Lew Landers (1951)
- Two Dollar Bettor, regia di Edward L. Cahn (1951)
- Sposa di guerra giapponese (Japanese War Bride), regia di King Vidor (1952)
- Donne fuorilegge (Outlaw Women), regia di Sam Newfield (1952)
- Le iene di Chicago (The Narrow Margin), regia di Richard Fleischer (1952)
- Nessuno mi salverà (The Sniper), regia di Edward Dmytryk (1952)
- I giganti della giungla (The Jungle), regia di William Berke (1952)
- Il gigante del Texas (The Tall Texan), regia di Elmo Williams (1953)
- L'irresistibile Mr. John (Trouble Along the Way), regia di Michael Curtiz (1953)
- La città che non dorme (City That Never Sleeps), regia di John H. Auer (1953)
- Sogno di Bohème (So This Is Love), regia di Gordon Douglas (1953)
- Quei fantastici razzi volanti (Cat-Women of the Moon), regia di Arthur Hilton (1953)
- The Eddie Cantor Story, regia di Alfred E. Green (1953)
- La casbah di Honolulu (Hell'Half Acre), regia di John H. Auer (1954)
- Cacciatori di frontiera (The Bounty Hunter), regia di André De Toth (1954)
- Le donne della palude (Swamp Women), regia di Roger Corman (1955)
- Sfida a Green Valley (The Silver Star), regia di Richard Bartlett (1955)
- Il mistero della piramide (Abbott and Costello Meet the Mummy), regia di Charles Lamont (1955)
- La signora dalle due pistole (Two-Gun Lady), regia di Richard Bartlett (1955)
- Squadra criminale: caso 24 (No Man's Woman), regia di Franklin Adreon (1955)
- Rapina a mano armata (The Killing), regia di Stanley Kubrick (1955)
- Furia infernale (The Unholy Wife), regia di John Farrow (1957)
- Fbi squadra omicidi (The Girl in Black Stockings), regia di Howard W. Koch (1957)
- L'inferno ci accusa (The Story of Mankind), regia di Irwin Allen (1957)
- Bill il bandito (The Parson and the Outlaw), regia di Oliver Drake (1957)
- La legge del fucile (Day of the Bad Man), regia di Harry Keller (1958)
- Island Women, regia di William Berke (1958)
- Paradise Alley, regia di Hugo Haas (1962)
- Mia moglie ci prova (Critic's Choice), regia di Don Weis (1963)
- The Day Mars Invades Earth, regia di Maury Dexter (1963)
- I due seduttori (Bedtime Story), regia di Ralph Levy (1964)
- Ad ovest del Montana (Mail Order Bride), regia di Burt Kennedy (1964)
- Lo strangolatore di Baltimora (Chamber of Horror), regia di Hy Averback (1966)
- Il grande giorno di Jim Flagg (The Good Guys and the Bad Guys), regia di Burt Kennedy (1969)
- Uno spaccone chiamato Hark (One More Train to Rob), regia di Andrew V. McLaglen (1971)
- L'infallibile pistolero strabico (Support Your Local Gunfighter), regia di Burt Kennedy (1971)
- La stella di latta (Cahill U.S. Marshal), regia di Andrew V. McLaglen (1973)
- Organizzazione crimini (The Outfit), regia di John Flynn (1973)
- Commando Squad, regia di Fred Olen Ray (1987)

### Televisione
- The Whistler – serie TV, episodio 1x10 (1954)
- The Eddie Cantor Comedy Theater – serie TV, episodio 1x12 (1955)
- Screen Directors Playhouse – serie TV, episodio 1x09 (1955)
- Scienza e fantasia (Science Fiction Theatre) – serie TV, episodio 1x02 (1955)
- Climax! – serie TV, episodio 3x09 (1956)
- Maverick – serie TV, 2 episodi (1957-1962)
- Yancy Derringer – serie TV, episodio 1x03 (1958)
- Target – serie TV, episodio 1x14 (1958)
- Perry Mason – serie TV, 4 episodi (1958-1964)
- Shotgun Slade – serie TV, episodio 1x02 (1959)
- Pursuit – serie TV, episodio 1x12 (1959)
- The Alaskans – serie TV, episodio 1x08 (1959)
- Indirizzo permanente (77 Sunset Strip) – serie TV, episodio 2x15 (1960)
- Bourbon Street Beat – serie TV, episodi 1x19-1x39 (1960)
- The Best of the Post – serie TV, episodio 1x15 (1961)
- Whispering Smith – serie TV, episodio 1x15 (1961)
- Hawaiian Eye – serie TV, episodi 2x32-3x10-3x33-4x01 (1961-1962)
- Gli uomini della prateria (Rawhide) – serie TV, episodi 3x26-6x15 (1961-1964)
- Gli inafferrabili (The Rogues) – serie TV, episodio 1x14 (1964)
- Bonanza – serie TV, episodio 7x12 (1965)
- Branded – serie TV, episodio 1x14 (1965)
- The Outsider – serie TV, episodio 1x09 (1968)
- Charlie's Angels – serie TV, episodi 3x05-4x05 (1978-1979)
- L'incredibile Hulk (The Incredible Hulk) – serie TV, episodio 3x14 (1980)
- Un salto nel buio (Tales from the Darkside) – serie TV, episodio 2x15 (1986)
- La signora in giallo (Murder, She Wrote) – serie TV, episodio 7x14 (1991)

## Doppiatrici italiane
Nelle versioni in italiano delle opere in cui ha recitato, Marie Windsor è stato doppiata da:
- Rosetta Calavetta in La città che non dorme, Le forze del male, Rapina a mano armata
- Tina Lattanzi in Yvonne la francesina, L'irresistibile Mr. John, Sogno di Bohème
- Dhia Cristiani in Il ritorno del kentuckiano, La legge del fucile
- Rina Morelli in Sfida alla legge, Cacciatori di frontiera
- Anna Miserocchi in Charlie's Angels (ep. 4x4), Top Secret
- Adriana De Roberto in Le jene di Chicago
- Lydia Simoneschi in Il gigante del Texas
- Wanda Tettoni in Il mistero della piramide
- Valeria Valeri in FBI squadra omicidi
- Laura Rizzoli in La stella di latta
- Noemi Gifuni in Organizzazione crimini
- Aurora Cancian in Tutto accadde un venerdì
- Clelia Bernacchi in Charlie's Angels (ep. 3x4)
- Sonia Scotti in Batman
- Serena Michelotti in La signora in giallo (ep. 3x20)
- Mirella Pace in La signora in giallo (ep. 7x14)